# Puttu
Puttu (tamoul : புட்டு (prononcé [puttu]), aussi appelé pittu en singhalais : පිට්ටු) est un plat srilankais originaire des États du Srilanka et du sud de l' Inde, du Kerala, de Tamil Nadu et de certaines parties du Karnataka. Puttu signifie « portionné » en tamoul et en malayalam. Ce sont des cylindres de riz moulu cuits à la vapeur recouverts de copeaux de noix de coco, parfois remplis d'une garniture sucrée ou salée. Les puttu sont généralement un plat du petit déjeuner servis chauds avec des accompagnements sucrés tels que du sucre de palme ou de la banane, ou salé avec du chana masala, du chutney, du rasam ou des currys de viande.

## Ingrédients

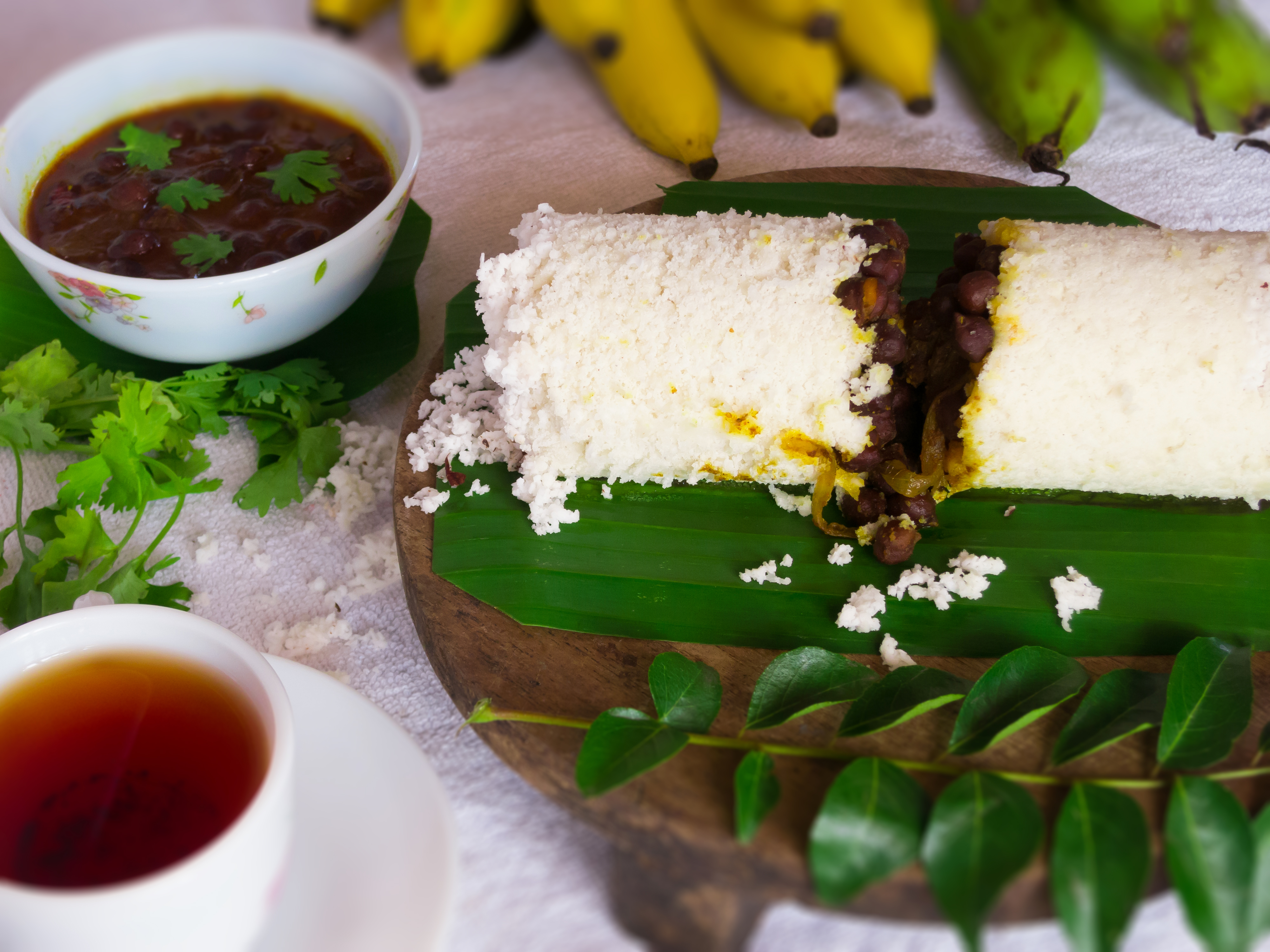
Puttu au curry de pois chiches.

Le puttu se compose principalement de riz grossièrement moulu, de noix de coco râpée, d'un peu de sel et d'eau. Il est souvent assaisonné de cumin, mais aussi d'autres épices. La variante srilankaise est généralement préparée avec de la farine de blé ou de la farine de riz rouge, sans cumin, tandis que les recettes de Bhatkal sont cuisinées avec de la noix de coco nature ou la variante masala, à base de noix de coco râpée aromatisée au mouton ou au crevettes.
Dans la recette bangladaise, l'extérieur est fait d'un mélange de farine de riz et de haricots mungo moulus, tandis que la garniture est un mélange de flocons de noix de coco et d'une sorte de sucre caramélisé qui ressemble à la confiture de lait.

## Préparation

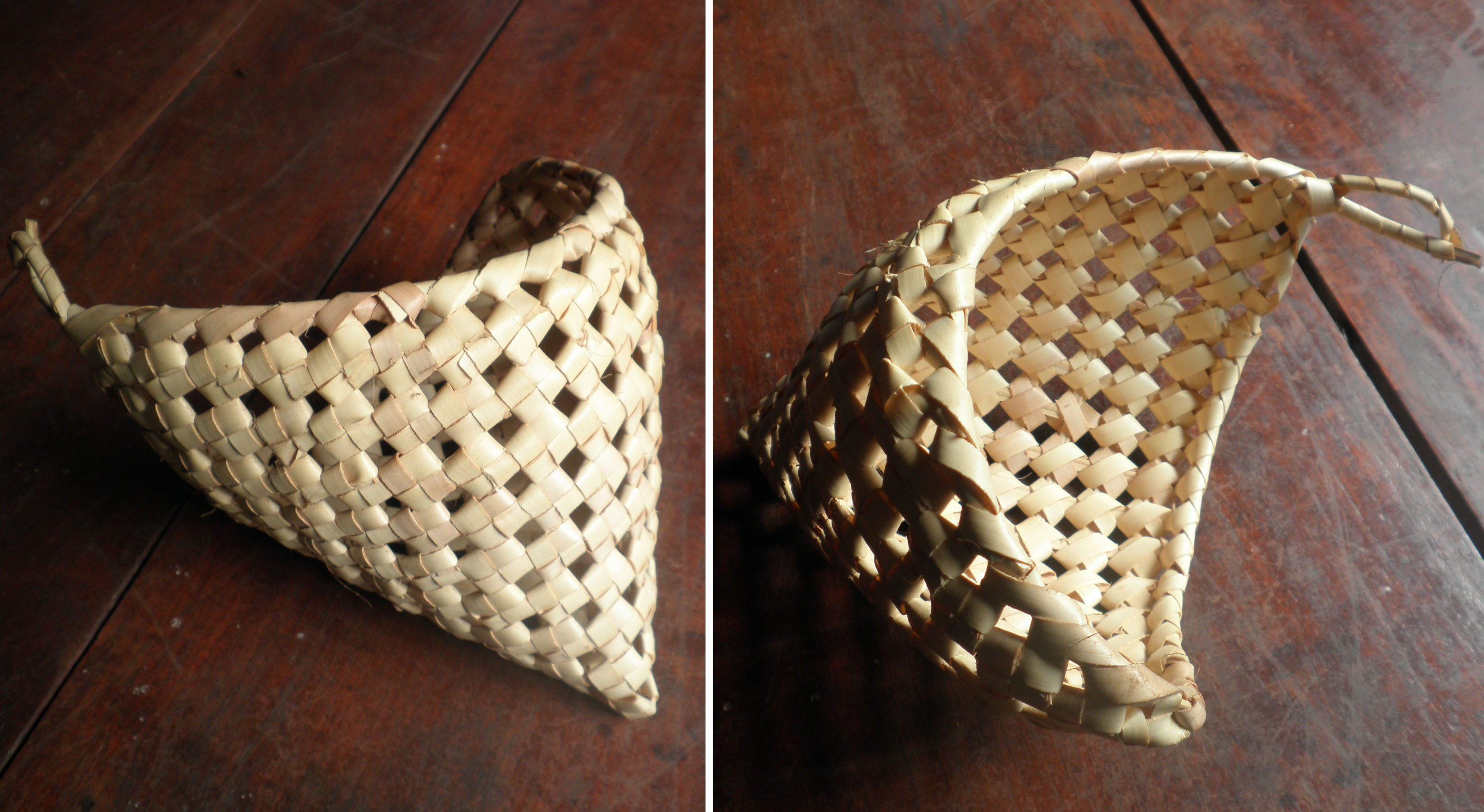
Le neetru petti est un ustensile fait de borasse utilisé par les Tamouls srilankais pour faire cuire les puttu à la vapeur.

Le puttu est réalisé en ajoutant lentement de l'eau au riz moulu jusqu'à ce que la texture souhaitée soit obtenue. L'utilisation d'eau chaude améliorerait la douceur du puttu. Il est ensuite épicé, formé et cuit à la vapeur avec des couches de noix de coco râpée.
Le puttu est généralement cuit dans un récipient en aluminium à deux sections (le puttu kutti). La section inférieure contient de l'eau et la section supérieure contient le puttu, où le mélange de riz est inséré avec des couches de noix de coco râpée. Des couvercles perforés séparent les sections pour permettre à la vapeur de passer entre elles.
Un certain nombre de récipients de cuisson alternatifs sont utilisés, tels que les récipients traditionnels où une coque de noix de coco perforée est attachée à une section de bambou, ou un puttu chiratta fait d'une coque de noix de coco ou de métal avec une forme similaire à une coque de noix de coco.

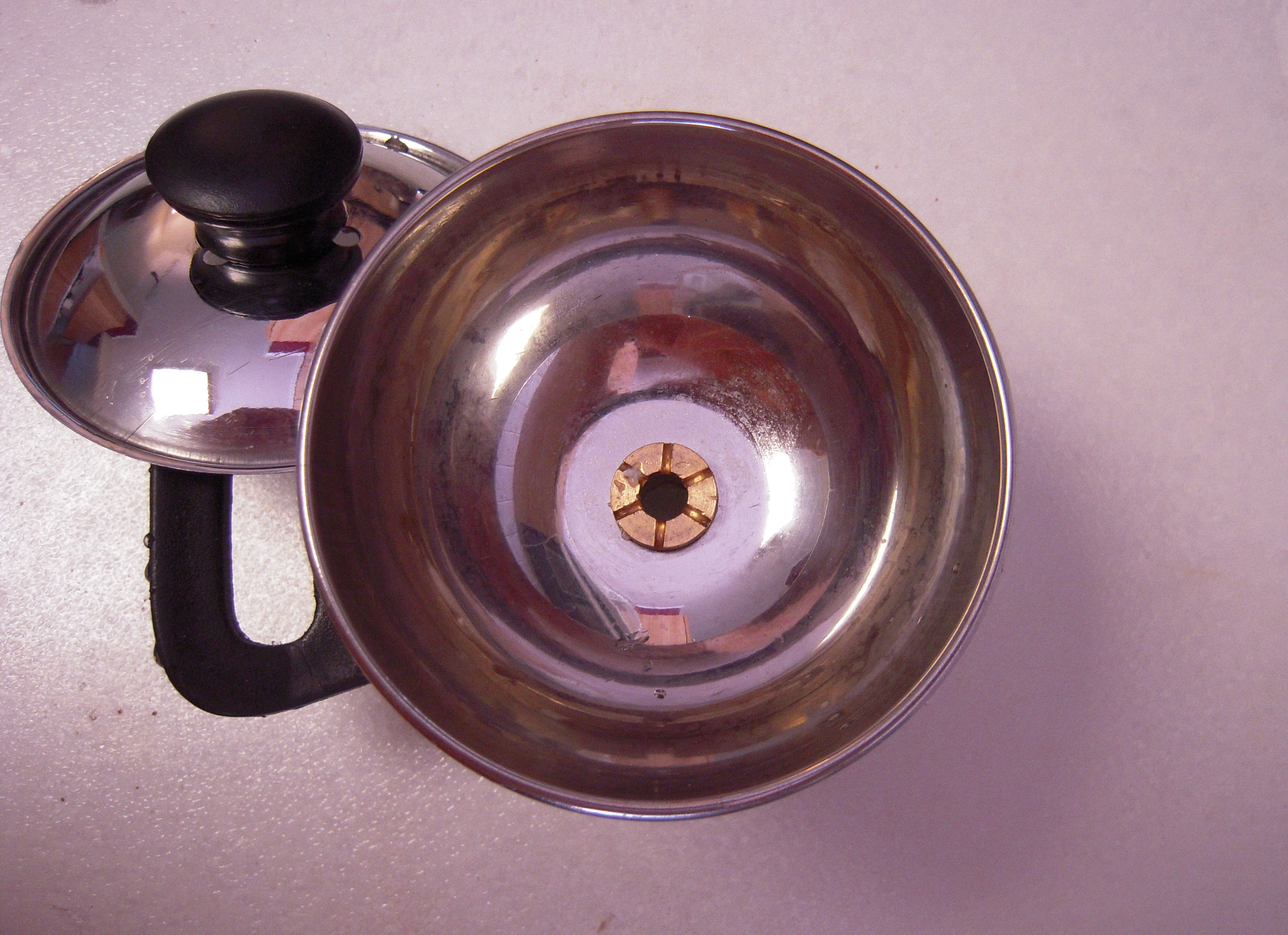
Chirratu puttu (récipient de cuisson à la vapeur), vue de dessus avec couvercle retiré.

D'autres types de récipients de cuisson comprennent une casserole similaire à une casserole idli avec de petits trous dans le fond, des autocuiseurs et, principalement dans l'archipel malais, des tiges de bambou creuses.

## Service
Le puttu est souvent servi avec des sauces, comme le curry de poisson, le curry de poulet, le curry de bœuf ou le curry de kadala (pois chiches) et des papadums. Le plantain, le jacquier, la mangue ou la banane sont également couramment servis en accompagnement. Dans le sud du Kerala, les gens mangent du puttu accompagné de café noir sucré.
Au Tamil Nadu, il est servi avec de la noix de coco râpée et du jaggery à base de sucre de palme ou de canne à sucre, ou avec du lait de coco sucré.
Au Sri Lanka, le pittu est généralement accompagné de curry de tripes, de poisson ou de viande, de lait de coco et d'un sambal.
Au Kerala, le puttu est servi avec de la banane ou du plantain, du curry de kadala, du payar (lentilles vertes), du thoran avec des papadums, du poisson ou du curry de viande.
Les farines de blé et de maïs peuvent remplacer le riz dans certaines régions. Il existe également des restaurants spécialisés dans le puttu qui le servent avec différentes garnitures.

## Variations

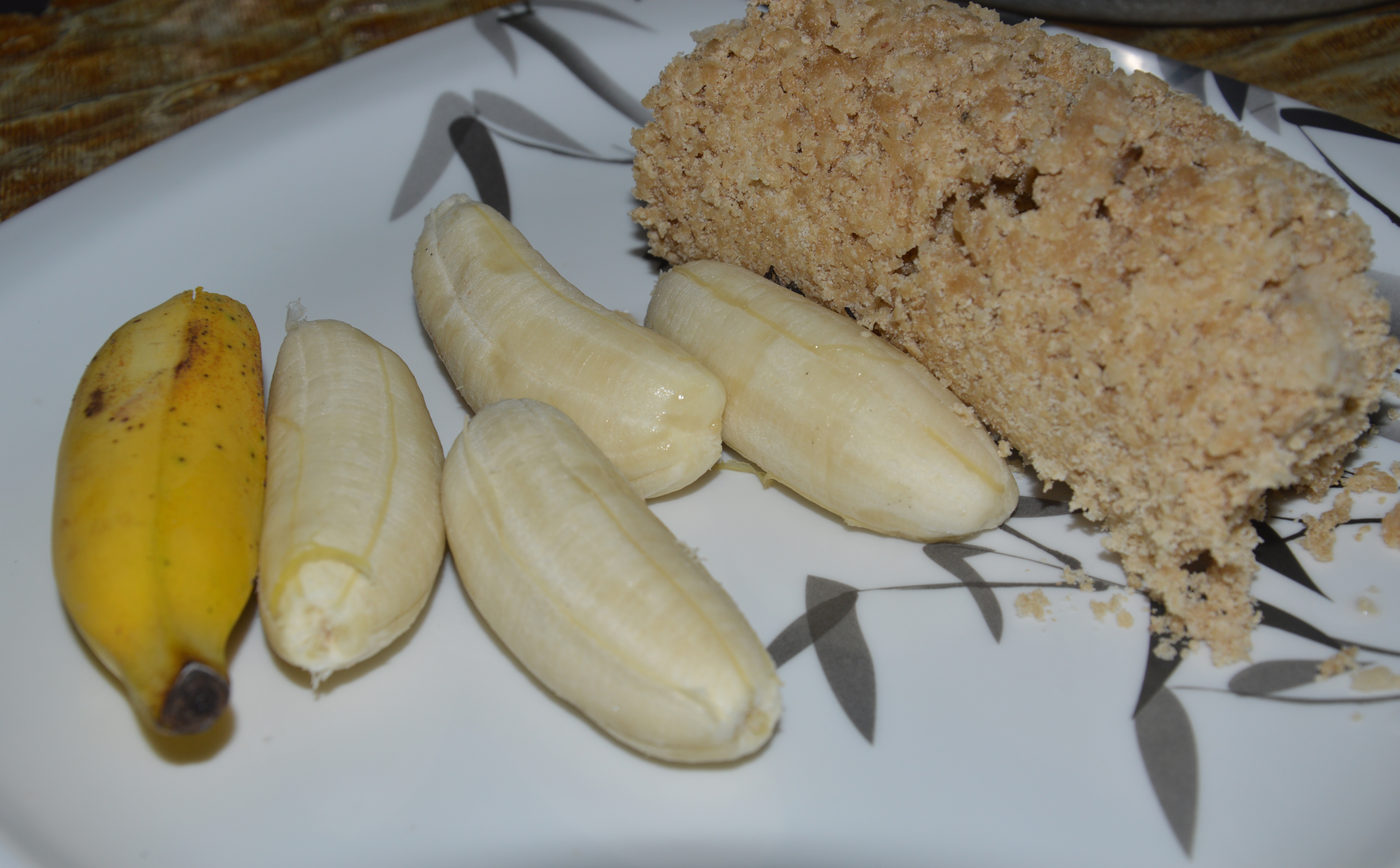
Puttu de blé aux bananes.

Certaines variantes de puttu utilisent d'autres céréales telles que la farine de blé, la farine de ragi (éleusine), le tapioca et la farine de maïs. La garniture en couches de noix de coco peut être remplacée par d'autres aliments, comme l'œuf au curry ou la banane. Les puttu préparés en boule sont appelés manipputtu. Le puttu peut également être préparé avec du riz au bambou.
Les musulmans du Kerala mangent une version de puttu appelée irachiputti dans laquelle le riz est recouvert de viande hachée épicée.
Le puttu est également très répandu à Maurice. Il est généralement vendu par des colporteurs et servi comme collation. Il est souvent mal orthographié poutou et devrait être orthographié putu en créole mauricien. Les ingrédients sont les mêmes : farine de riz, sucre et noix de coco séchée, mais la cuisson s'effectue dans des cylindres en métal.

## Plats similaires
En Asie du Sud-Est, il existe de nombreux desserts similaires appelés kue putu en indonésien, putu bambu en malais, putu piring à Singapour et puto bumbong en tagalog. Ils varient selon la préparation et les ingrédients mais sont également cuits à la vapeur dans des tubes de bambou et sont servis avec du sucre et de la noix de coco râpée,.
En Indonésie, le kue putu est de couleur verte en raison de l'utilisation d'arômes de pandanus. On le trouve généralement vendu par des vendeurs itinérants avec des klepon, qui sont en fait des kue putu en forme de boule.
Aux Philippines, le puto bumbong est de couleur violet foncé en raison de l'utilisation d'une variété de riz unique appelée pirurutong. Ce sont les dessert de Noël traditionnels. Aux Philippines, puto est également un terme général utilisé pour les gâteaux de riz traditionnels cuits à la vapeur.

## Tentative de record du monde
En 2006, des étudiants de l'école orientale de gestion hôtelière de Wayanad, dans le nord du Kerala, ont réalisé un puttu de 3 mètres de long. Ils ont cuit ce puttu géant dans un moule en aluminium spécialement conçu qui faisait 3,5 m de long et ont utilisé 20 noix de coco et 26 kg de riz en poudre. Il a fallu environ une heure et demie pour cuisiner le puttu'